# 小林雄 (ジャーナリスト)
小林 雄（こばやし ゆう）は日本のジャーナリストで、NHKメディア総局報道局国際部記者。

## 経歴
上智大学卒業後、NHK入局。初任地『NHK広島放送局』から『NHK鹿児島放送局』を経て、報道局国際部に配属。その後、エジプトに渡航し『NHKカイロ支局』に所属。海外特派員として活躍した後、日本に帰国。帰国後は 報道局国際部(中東アフリカ担当)デスクに就任。国際部に配属以来、戦争・テロ・政変・自然災害等を一貫して取材。2020年7月27日、前任のNHK元香港支局長・松田智樹キャスターの後任で、BS朝の国際報道番組『キャッチ!世界のトップニュース』メインキャスターに就任。2022年12月末の放送を以て降板。2023年1月から後任キャスターの別府正一郎と入れ替わりでヨハネスブルク支局長に就任。

## 出演番組
- キャッチ!世界のトップニュース（メインキャスター：2020年8月3日 - 2022年12月28日）